# Spectral Mornings
Spectral Mornings – trzeci solowy album Steve'a Hacketta wydany w 1979 roku. W 2005 r. wyszła remasterowana edycja płyty z bonusami.

## Spis utworów
1. Every day (6:14)
2. The virgin and gypsy (4:28)
3. The red flower of tai chi blooms everywhere (2:06)
4. Clocks (4:15)
5. The ballad of the decomposing man (3:49)
6. Lost time in Cordoba (4:05)
7. Tigermoth (7:34)
8. Spectral mornings (6:37)

bonusy na reedycji z 2005 r.:
1. Every day (alternate mix) (7:08)
2. The virgin and gypsy (alternate mix) (4:26)
3. Tigermoth (alternate mix) (3:19)
4. The ballad of the decomposing man (alternate mix) (4:23)
5. Clocks - the angel on mons (single version) (3:37)
6. Live acoustic set: Etude in a minor/Blood on the rooftops/Horizons/Kim (5:39)
7. Tigermoth (live) (3:58)
8. The Caretaker (1:41) [utwór ukryty, słowny żart Steve'a Hackett'a, jedynie dostępny na pierwszych egzemplarzach reedycji z 2005)]